# 트롤 (인터넷)

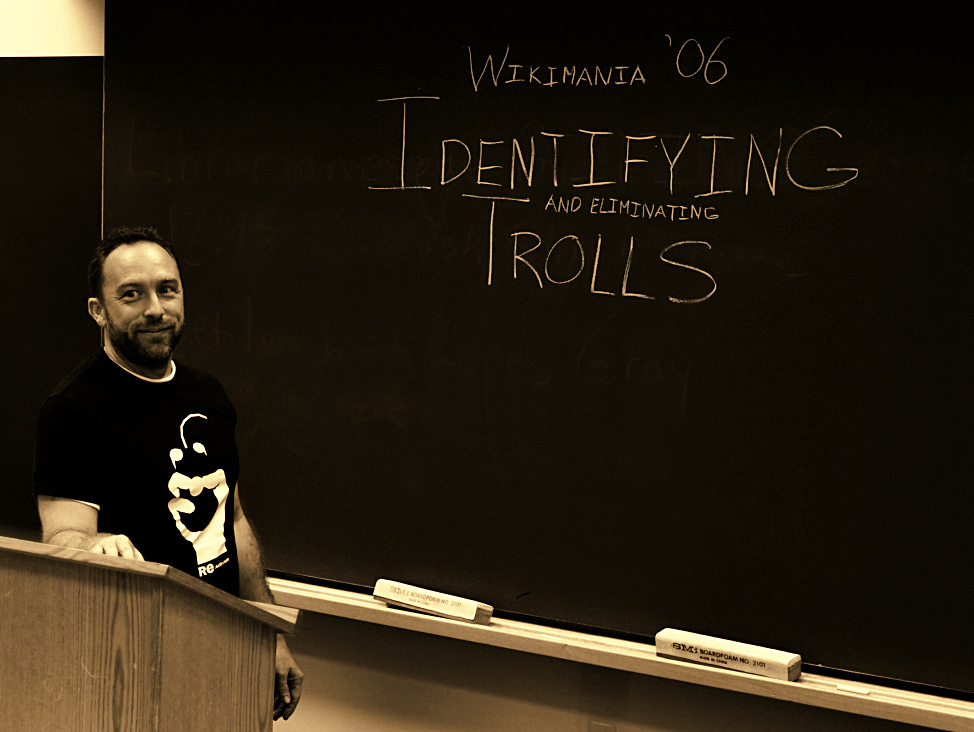
"트롤링 예방 학교"

트롤(troll) 또는 인터넷 트롤(영어: internet troll)은 인터넷 문화에서 고의적으로 논쟁이 되거나, 선동적이거나, 엉뚱하거나 주제에서 벗어난 내용, 또는 공격적이거나 불쾌한 내용을 공용 인터넷에 올려 사람들의 감정적인 반응을 유발시키고 모임의 생산성을 저하시키는 사람을 가리킨다. 또한, 진행되는 논의를 혼란시키는 사람을 의미하기도 한다. 프랑스어로는, 요정이라는 뜻도 있다. 트롤 뒤에 '-er'을 붙여서 '트롤러'(troller)라고 말하는 사람도 있으나, 정확한 표기법은 '트롤'이다.

## 어원
‘트롤(troll)’이라는 단어는 1980년대부터 사용되었다. 영어로 제물낚시를 ‘트롤링(trolling)’이라고 부르는 것에서 비롯되었다.
한국어 인터넷 이용자 사이에서는 이러한 행위를 ‘어그로’라고 칭하기도 한다. 이 단어는 온라인 게임의 게임 용어에서 유래되었는데, 몬스터가 자신에게 가장 많은 데미지를 입힌 플레이어를 타겟으로 공격하는 시스템을 비디오 게임 사용자들 사이에서 ‘어그로(Aggro)’, 혹은 ‘어그레시브(Aggressive)’라고 부른 것에서 유래되었다. 또, 플레이어가 몬스터의 타겟이 되기 위해 일부러 몬스터의 시선을 끄는 행위는 ‘어그로를 끌다’라고 표현했는데, 현재는 트롤링을 한다는 뜻으로도 사용된다.
일본어에 이에 해당되는 단어로 ‘아라시(荒らし)’가 있으며, 이것의 목적은 악의적으로 해당 논의와 공동체를 파괴하고 기능 불능에 빠지게 하는 것이다. 네트워크 장소의 목적에 걸맞지 않는 투고를 계속하고, 다른 사람의 지적을 무시하거나, 일시적으로 반성하는 듯하다가도 같은 행위를 계속하는 것으로 설명할 수 있다.

## 같이 보기
- 트롤
- 낚시 (인터넷)
- 뮌하우젠 증후군
- 관심병 - 관심병이 심한 사람을 '관심종자'(관종)라고 함